# Magnacavallo
Magnacavallo é uma comuna italiana da região da Lombardia, província de Mântua, com cerca de 1.785 habitantes. Estende-se por uma área de 28 km², tendo uma densidade populacional de 64 hab/km². Faz fronteira com Borgofranco sul Po, Carbonara di Po, Poggio Rusco, Revere, Sermide, Villa Poma.

## Demografia
| Variação demográfica do município entre 1861 e 2011                               |
|                                                                                   |
| Fonte: Istituto Nazionale di Statistica (ISTAT) - Elaboração gráfica da Wikipedia |